# إرنست باري
إرنست باري (بالإنجليزية: Ernest Barry)‏ (1 يوليو 1967 في مالطا - ) هو مدرب كرة قدم ولاعب كرة قدم مالطي في مركز حراسة المرمى. شارك مع منتخب مالطا لكرة القدم. أما مع النوادي، فقد لعب مع سلايما واندريرز ونادي بالزان ونادي فاليتا ونادي فلوريانا وMelita F.C. ‏ وSt. George's F.C. ‏ وناكسار ليونز ‏ وPietà Hotspurs F.C. ‏.

## وصلات خارجية
- إرنست باري على موقع قاعدة بيانات كرة القدم.إي يو (الإنجليزية)
- إرنست باري على موقع ناشيونال فوتبول تيمز (الإنجليزية)
- إرنست باري على موقع عالم كرة القدم.نت (الإنجليزية)